# إريك هوارد
إريك هوارد (بالإنجليزية: Erik Howard)‏ هو لاعب كرة قدم أمريكية أمريكي، ولد في 12 نوفمبر 1964 في بيتسفيلد في الولايات المتحدة.

## وصلات خارجية
- إريك هوارد على موقع مرجع كرة القدم المحترفة.كوم (الإنجليزية)